# بیاندراته
بیاندراته (به ایتالیایی: Biandrate) یک کومونه در ایتالیا است که در استان نووارا واقع شده‌است.

## خصوصیات
بیاندراته ۱۲٫۷ کیلومترمربع مساحت و ۱٬۱۹۰ نفر جمعیت دارد و ۱۶۰ متر بالاتر از سطح دریا واقع شده‌است.